# Balázs Kiss (zápasník)
Balázs Kiss (* 27. ledna 1983 Budapešť, Maďarsko) je maďarský zápasník klasik.

## Sportovní kariéra
Zápasení se věnuje od útlého dětství. S klasickým stylem zápasu začal v 9 letech v rodné Budapešti v klubu Budapesti VSC. Jeho osobním trenérem je Ferenc Takács. V maďarské seniorské reprezentaci se pohybuje s přestávkami od roku 2003 v těžké váze do 96 (98) kg. V roce 2008 nebyl nominován na olympijské hry v Pekingu na úkor Lajose Virága. V roce 2012 neprošel sítem olympijské kvalifikace pro účast na olympijských hrách v Londýně. V roce 2016 uspěl v maďarské nominaci na olympijské hry v Riu před Ádámem Vargou, který kvalifikační kvótu pro Maďarsko v těžké váze vybojoval. Na olympijských hrách v Riu postoupil do druhého kolo.
V březnu 2010 měl dopingový nález a nemohl rok zápasit.

## Výsledky
| Turnaj             | 2003       | 2004       | 2005       | 2006       | 2007       | 2008       | 2009       | 2010       | 2011       | 2012       | 2013       | 2014       | 2015       | 2016       | 2017       |
| Turnaj             | 20         | 21         | 22         | 23         | 24         | 25         | 26         | 27         | 28         | 29         | 30         | 31         | 32         | 33         | 34         |
| Turnaj             | těžká váha | těžká váha | těžká váha | těžká váha | těžká váha | těžká váha | těžká váha | těžká váha | těžká váha | těžká váha | těžká váha | těžká váha | těžká váha | těžká váha | těžká váha |
| ------------------ | ---------- | ---------- | ---------- | ---------- | ---------- | ---------- | ---------- | ---------- | ---------- | ---------- | ---------- | ---------- | ---------- | ---------- | ---------- |
| Olympijské hry     |            | —          |            |            |            | —          |            |            |            | —          |            |            |            | úč.        |            |
| Mistrovství světa  | úč.        |            | —          | —          | úč.        |            | 1.         | —          | úč.        |            | 3.         | —          | úč.        |            |            |
| Evropské hry       |            |            |            |            |            |            |            |            |            |            |            |            | —          |            |            |
| Mistrovství Evropy | úč.        | —          | —          | úč.        | 3.         | úč.        | úč.        | —          | úč.        | —          | úč.        | úč.        | —          | —          | 3.         |